# December to Dismember
December to Dismember è stato un evento in pay-per-view di wrestling prodotto nel 1995 dalla Extreme Championship Wrestling (ECW) e nel 2006 dalla World Wrestling Entertainment (WWE), in esclusiva per gli atleti del roster della nuova ECW.
È stato l'unico evento della Extreme Championship Wrestling (ECW) ad essere prodotto anche dalla World Wrestling Entertainment (WWE).

## Edizioni

### 1995
December to Dismember 1995 si è svolto il 9 dicembre 1995 alla ECW Arena di Filadelfia (Pennsylvania).
| # | Risultati | Stipulazioni                                                             | Durata |
| - | --- | ------------------------------------------------------------------------ | ------ |
| 1 | The Dudley Brothers (Buh Buh Ray Dudley e Dances with Dudley) hanno sconfitto The Bad Crew (Axl Rotten e Ian Rotten)         | Tag Team match                                                           | 2:00   |
| 2 | Tazz (con Bill Alfonso) ha sconfitto El Puerto Riqueño                                                                       | Single match                                                             | 03:26  |
| 3 | Hack Meyers ha sconfitto Bruiser Mastino                                                                                     | Single match                                                             | 06:15  |
| 4 | The Eliminators (John Kronus e Perry Saturn) hanno sconfitto The Pitbulls (#1 e #2)                                          | Tag Team match                                                           | 09:30  |
| 5 | Raven ha sconfitto Tommy Dreamer per K.O.                                                                                    | Single match                                                             | 08:45  |
| 6 | J.T. Smith ha sconfitto Tony Stetson                                                                                         | Single match                                                             | 05:04  |
| 7 | Sandman (con Woman) ha sconfitto Mikey Whipwreck (c) e Steve Austin                                                          | Triple Threat Elimination match per l'ECW World Heavyweight Championship | 19:45  |
| 8 | The Public Enemy (Johnny Grunge e Rocco Rock) hanno sconfitto The Heavenly Bodies (Jimmy Del Ray e Tom Prichard)             | Tag Team match                                                           | 08:46  |
| 9 | The Public Enemy, The Pitbulls e Tommy Dreamer hanno sconfitto The Heavenly Bodies, The Eliminators, Raven e Stevie Richards | Tag Team Steel Cage match                                                | 21:00  |

### 2006
December to Dismember 2006 si è svolto il 3 dicembre 2006 alla James Brown Arena di Augusta (Georgia).
| #    | Risultati                                                                                                   | Stipulazioni                                                               | Durata |
| ---- | --- | -------------------------------------------------------------------------- | ------ |
| Dark | Stevie Richards ha sconfitto René Duprée                                                                    | Single match                                                               | N/A    |
| 1    | The Hardy Boyz (Jeff Hardy e Matt Hardy) hanno sconfitto gli MNM (Joey Mercury e Johnny Nitro) (con Melina) | Tag Team match                                                             | 22:33  |
| 2    | Balls Mahoney ha sconfitto Matt Striker                                                                     | Striker's Rules match                                                      | 07:12  |
| 3    | Elijah Burke e Sylvester Terkay hanno sconfitto gli F.B.I. (Little Guido e Tony Mamaluke) (con Trinity)     | Tag Team match                                                             | 06:41  |
| 4    | Daivari (con The Great Khali) ha sconfitto Tommy Dreamer                                                    | Single match                                                               | 07:22  |
| 5    | Kevin Thorn e Ariel hanno sconfitto Mike Knox e Kelly Kelly                                                 | Mixed Tag Team match                                                       | 07:43  |
| 6    | Bobby Lashley ha sconfitto Big Show (c) (con Paul Heyman), CM Punk, Hardcore Holly, Rob Van Dam e Test      | Extreme Elimination Chamber match per l'ECW World Heavyweight Championship | 24:42  |